# San José Villanueva
San José Villanueva é um município localizado no departamento de La Libertad, em El Salvador. Sua população estimada em 2013 era de 16 352 habitantes.

## Transporte
O município de San José Villanueva é servido pela seguinte rodovia:
- LIB-42  que liga a cidade ao município de Huizúcar
- LIB-40  que liga a cidade ao município de Nuevo Cuscatlán
- LIB-14  que liga a cidade ao município de Santa Tecla
- LIB-02  que liga a cidade ao município de Zaragoza
- CA-04, que liga o município de San Ignacio (e a Fronteira El Salvador-Honduras, na cidade de Ocotepeque - rodovia CA-08 Hondurenha) (Departamento de Chalatenango) à cidade de Santa Tecla (Departamento de La Libertad) [2]